# TPHA
Le TPHA (Treponema Pallidum Hemagglutinations Assay) est un test biologique d'agglutination passive directe utile au diagnostic de la syphilis.

Il consiste à observer l'hémagglutination de globules rouges animaux (mouton ou poussin) qui ont absorbé des antigènes du tréponème de Nichols.
Grâce à plusieurs dilutions on peut déterminer à quel stade se trouve la syphilis du patient. C'est un test quantitatif.
Ce test est très spécifique, contrairement au VDRL.